# NAVO-cyberdefensie

NATO OTAN logo

NAVO Cyberdefensie (Engels: Cyber Defence NATO) is het geheel van maatregelen die de NAVO neemt om zich te beschermen tegen cyberaanvallen op haar communicatie- en informatieinfrastructuur. De organisatie heeft hier dagelijks mee te maken. De complexiteit van die aanvallen zorgt dat 'cyberdefensie' een kerntaak is in de Alliantie.

## Voornaamste activiteiten

### Beleid
Om efficiënt in te spelen op cyberaanvallen ontwikkelde de NAVO een cyberbeleid. Prioriteit is bescherming, doel is het volgen van het cyberlandschap en zich daaraan aan te passen, zodat kan worden geanticipeerd op nieuwe bedreigingen.
Dit beleid houdt in dat er beslissingen worden genomen over het dagelijks bestuur inzake cyberdefensie, maar ook over de procedures voor hulp aan bondgenoten en de integratie van het beleid in de operationele werking van de NAVO. Verder zorgt de NAVO ook voor sensibiliseringsacties, opleiding en training in verband met cyberdefensie voor lidstaten en bondgenoten. De NAVO heeft nood aan de medewerking van nationale netwerken om hun missies te laten slagen. Daarom werken ze nauw samen met nationale autoriteiten om hun netwerken zo goed mogelijk te beschermen. De lidstaten van de NAVO geven dan ook relevante informatie over cyberdefensie aan elkaar door en bieden elkaar hulp in de strijd tegen computercriminaliteit, alsook bij het herstel na een aanval.

### Ontwikkelen van een kwaliteitsvolle bescherming tegen computercriminaliteit
Er zijn verschillende onderdelen binnen de NAVO die helpen de kwaliteit van het cyberdefensielandschap binnen de organisatie te verhogen: 
- Het Computer incident Response Capability-centrum (NCIRC) zorgt voor een continu actieve en dynamische bescherming van de NAVO-netwerken en websites.
- Het NATO Defence Planning Process (NDPP) helpt individuele leden bij het bepalen van prioriteiten met betrekking tot cyberdefensie en bevordert de ontwikkeling ervan.[1]
- Het Smart Defence initiative bestaat uit een samenwerking tussen landen die individueel niet in staat zijn om bepaalde maatregelen met betrekking tot defensie (onder andere 'cyberdefensie') te ontwikkelen en te onderhouden. Deze samenwerking maakt het voor die landen mogelijk om zich toch van deze maatregelen te voorzien.[2]

### Verhogen van de deskundigheid rond cyberdefensie
Cyberdefensie heeft evenveel met personen te maken als met technologie. Daarom blijft de organisatie investeren in opleiding, training en evaluatie van cyberdefensie.
Er zijn verschillende deelorganisaties van de NAVO die zich bezighouden met het vergroten van de deskundigheid met betrekking tot cyberdefensie binnen de alliantie:
- Het Cooperative Cyber Defence Centre of Excellence (CCD CoE) van de NAVO is gevestigd in Tallinn, Estland, en is het meest vooraanstaande en gespecialiseerde onderzoeks- en trainingscentrum van de NAVO omtrent computercriminaliteit. Deze instelling kreeg in 2008 ook de status van 'Militaire organisatie' en staat in voor de preventie van cyberaanvallen binnen de NAVO en haar bondgenoten.
- De NATO Communications and Information Systems School (NCISS) is het trainingscentrum voor personeel van de NAVO en haar geallieerde naties. Hier worden mensen technisch opgeleid en getraind in het werken met de communicatie- en informatiesystemen van de NAVO, alsook in het onderhoud ervan. Deze tak van de organisatie is gevestigd in  Latina, Italië, maar zal binnenkort verhuizen naar Portugal
- De NATO School in Oberammergau, Duitsland voorziet in specifieke opleidingen en trainingen gericht op cyberdefensie ter ondersteuning van bepaalde operaties, strategieën en protocollen. Deze opleidingen zijn zowel toegankelijk voor militairen als voor burgers van NAVO-landen en partnerlanden.
- Het NATO Defence College in Rome zorgt voor een strategische aanpak van politiek-militaire belangen, inclusief cyberdefensie.

### Samenwerking met verschillende partners
Omdat computercriminaliteit wereldwijd is, werkt de NAVO nauw samen met partnerlanden en -organisaties om zo sterk mogelijk te kunnen optreden tegen cybercriminaliteit. Zo werkt de organisatie onder andere samen met de Europese Unie, de Verenigde Naties, de Raad van Europa en de Organisatie voor Veiligheid en Samenwerking in Europa (OVSE). Deze samenwerking stemt de door de verschillende actoren genomen acties op elkaar af en voorkomt onnodig dubbel werk.

### Samenwerking met de industrie
De private sector is een belangrijke actor in de cyberspace. De technologische vernieuwingen en de kennis die zich ontwikkelen in die private sector vormen dan ook een cruciaal steunpunt voor de NAVO om een efficiënte bescherming te bieden tegen bedreigingen via het net. Via het 'NATO Industry Cyber Partnership' (NICP) probeert de NAVO haar banden met de industrie zo sterk mogelijk te houden. Deze vennootschap bestaat uit verschillende NAVO-eenheden, nationale Computer Emergency Response Teams (CERP) en voor elke lidstaat van de NAVO een of meerdere vertegenwoordigers van de industrie. Het doel van dit NICP is een gemeenschappelijke betrokkenheid te creëren tussen de industrie enerzijds en de NAVO anderzijds, met betrekking tot cyberdefensie.